# سیارک ۹۱۰۹
سیارک ۹۱۰۹ (به انگلیسی: 9109 Yukomotizuki، نامگذاری:1997AH7) نه هزار و صد و نهمین سیارک کشف شده‌است که در ۹ ژانویه ۱۹۹۷ کشف شد.
قدر مطلق سیارک برابر ۲۰.۴ است.